# Киркланд (Квебек)
Киркланд (фр. Kirkland) је град у Канади у покрајини Квебек. Према резултатима пописа 2011. у граду је живело 21.253 становника.

## Становништво
Према резултатима пописа становништва из 2011. у граду је живело 21.253 становника, што је за 3,7% више у односу на попис из 2006. када је регистровано 20.491 житеља.
| 2006.  | 2011.  |
| ------ | ------ |
| 20.491 | 21.253 |